# Tenor buffo
Tenor buffo (nebo také spieltenor - pro mluvené role) je lehký tenorový hlas, který se používá pro veselé, méně dramatické role v opeře a v operetě. Je hbitý jako lyrický tenor, ale méně těžký a zářivý než hrdinný tenor nebo tenor charakterových rolí.
Je to tenor pěvců s dobrými hereckými schopnostmi a schopností vytvářet pro své postavy odlišné hlasy. Tento hlas se specializuje na menší komické role. Od hrajícího tenora se také vyžaduje, aby uměl mluvit dialogy. Jeho ženským protějškem je subreta.
Tessitura těchto partů sahá od nižších než běžných tenorových rolí až po velmi vysoké a široké. Často je hrají mladší tenoři, kteří ještě nedosáhli svého plného hlasového potenciálu, nebo starší tenoři, kteří jsou za svými nejlepšími pěveckými roky. Jen zřídka se zpěvák specializuje na tyto role po celou kariéru.
Hlasový rejstřík tenorového buffa je málokdy mimořádně vysoký.
Ve francouzské opéra comique jsou vedlejší role vyžadující tenký hlas, ale dobré herecké výkony někdy popisovány jako „testovací“, podle zpěváka Antoina Trial (1737–1795) (trial = zkouška, vyzkoušení, test(ování), Příkladem jsou opery Ravela nebo Hoffmannovy povídky (Les Contes d'Hoffmann) Jacquesa Offenbacha.
Protože většina rolí je bohatá na text, jsou komponovány jako text srozumitelný v ne příliš vysoké poloze. Některé partie vyžadují, aby zpěvák používal nejen svůj hrudní hlas, ale také falzet. Ve francouzské operní tradici je falzet buffo obzvláště žádaný.
Tenor buffo je také označení pro druh hlasu v opeře (též operetě), ve kterém jsou komponovány příslušné operní role.

## Příklady (výběr)

#### Opery:
- Ludwig van Beethoven: Fidelio – Jacquino
- Albert Lortzing: Zar und Zimmermann – Peter Iwanow
- Albert Lortzing: Der Waffenschmied (česky Zbrojíř) – Georg, panoš
- W. A. Mozart: Únos ze serailu – Pedrillo
- W. A. Mozart: Die Zauberflöte – Monostatos
- Otto Nicolai: Die lustigen Weiber von Windsor – Junker Spärlich
- Franz Schubert: Die Verschworenen (česky Spiklenci)– Udolin, páže
- Bedřich Smetana: Prodaná nevěsta – Vašek. Z českých pěvců Adolf Krössing, Karel Hruška, Oldřich Kovář.[2]
- Richard Wagner: Die Meistersinger von Nürnberg – David
- Hugo Wolf: Der Corregidor – Pedro

#### Operety:
- Erich Wolfgang Korngold: Die stumme Serenade – Sam Borsalino
- Franz Lehár: Das Land des Lächelns – eunuch
- Jacques Offenbach: La Belle Hélène ‐ Menelaos, král
- Johann Strauss: Der Zigeunerbaron – Župan, bohatý chovatel prasat v im Banátu.[pozn 1]
- Johann Strauss (Sohn): Karneval in Rom – hrabě Falconi